# Ферми №3 Сакмарського совхоза
Ферми № 3 Сакма́рського совхоза (рос. Фермы №3 Сакмарского совхоза, башк. Һаҡмар совхоэының 3-сө фермаһы) — присілок у складі Зіанчуринського району Башкортостану, Росія. Входить до складу Сакмарської сільської ради.
Населення — 194 особи (2010; 249 в 2002).
Національний склад:
- башкири — 69%